# Кохановка (Харьковская область)
Кохановка (укр. Коханівка) — село в Бессарабовском сельском совете Кегичёвского района Харьковской области Украины.
Код КОАТУУ — 6323180603. Население по переписи 2001 года составляет 290 (126/164 м/ж) человек.

## Географическое положение
Село Кохановка находится на реке Богатая, выше по течению на расстоянии в 3 км расположено село Писаревка, ниже по течению примыкает село Бессарабовка. Река в этом месте пересыхает, на реке есть запруда.
Через село проходит автомобильная дорога Т-2110.

## История
- 1880 — дата основания.

## Экономика
- Молочно-товарная и птице-товарная ферма.

## Объекты социальной сферы
- Школа.
- Клуб.

## Достопримечательности
- Братская могила советских воинов.